# Arab Muhàmmad Khan II
Arab Muhàmmad Khan II fou kan de Khivà vers 1702 a 1704. Pertanyia a l'antiga família reial dels arabshàhides i hauria pujat al tron aprofitant la mort de Subhan Kuli Khan de Bukharà que exercia el protectorat sobre l'estat. La seva relació familiar amb la dinastia no és gaire segura, però es suposa que era fill d'Erenk Khan. Fou aquest kan el que va rebre el 1703 la contesta a la petició enviada per Shah Niyaz Khan uns tres anys abans, i en la qual el tsar acceptava al poble de Coràsmia com subjectes russos. Khivà passa llavors per un moment especialment poc conegut de la seva història, sense fonts interiors. El següent sobirà que es coneix és el kan Hajji Muhammad Bahadur Khan, que hauria pujat al tron després del 1704. Probablement vers 1704 a 1706 va ser kan Musi Khan.